# Leccinum onychinum
Leccinum onychinum är en svampart som beskrevs av Watling 1994. Leccinum onychinum ingår i släktet Leccinum och familjen Boletaceae.   Inga underarter finns listade i Catalogue of Life.